# Luka, Lohvîțea
Luka (în ucraineană Лука) este localitatea de reședință a comunei Luka din raionul Lohvîțea, regiunea Poltava, Ucraina.

## Demografie
Componența lingvistică a localității Luka
     Ucraineană (92,64%)
     Rusă (6,62%)
     Alte limbi (0,21%)
Conform recensământului din 2001, majoritatea populației localității Luka era vorbitoare de ucraineană (92,64%), existând în minoritate și vorbitori de rusă (6,62%).